# Premio Pulitzer de Historia
El Premio Pulitzer de Historia es una categoría establecida desde 1917, que reconoce las mejores obras de literatura histórica sobre los Estados Unidos.

## Ganadores

### 1910
- 1917: With Americans of Past and Present Days por Jean Jules Jusserand
- 1918: A History of the Civil War, 1861-1865 por James Ford Rhodes
- 1919: no hubo entrega

### 1920
- 1920: The War with Mexico por Justin H. Smith
- 1921: The Victory at Sea por William Sowden Sims and Burton J. Hendrick
- 1922: The Founding of New England por James Truslow Adams
- 1923: The Supreme Court in United States History por Charles Warren
- 1924: The American Revolution: A Constitutional Interpretation por Charles Howard McIlwain
- 1925: History of the American Frontier por Frederic L. Paxson
- 1926: A History of the United States por Edward Channing
- 1927: Pinckney's Treaty  por Samuel Flagg Bemis
- 1928: Main Currents in American Thought  por Vernon Louis Parrington
- 1929: The Organization and Administration of the Union Army, 1861–1865 por Fred Albert Shannon

### 1930
- 1930: The War of Independence por Claude H. Van Tyne
- 1931: The Coming of the War, 1914 por Bernadotte E. Schmitt
- 1932: My Experiences in the World War por John J. Pershing
- 1933: The Significance of Sections in American History por Frederick J. Turner
- 1934: The People's Choice por Herbert Agar
- 1935: The Colonial Period of American History por Charles McLean Andrews
- 1936: A Constitutional History of the United States por Andrew C. McLaughlin
- 1937: The Flowering of New England, 1815–1865 por Van Wyck Brooks
- 1938: The Road to Reunion, 1865–1900 por Paul Herman Buck
- 1939: A History of American Magazines por Frank Luther Mott

### 1940
- 1940: Abraham Lincoln: The War Years por Carl Sandburg
- 1941: The Atlantic Migration, 1607–1860 por Marcus Lee Hansen
- 1942: Reveille in Washington, 1860–1865 por Margaret Leech
- 1943: Paul Revere and the World He Lived In por Esther Forbes
- 1944: The Growth of American Thought por Merle Curti
- 1945: Unfinished Business por Stephen Bonsal
- 1946: The Age of Jackson por Arthur M. Schlesinger, Jr.
- 1947: Scientists Against Time por James Phinney Baxter III
- 1948: Across the Wide Missouri por Bernard DeVoto
- 1949: The Disruption of American Democracy por Roy Franklin Nichols

### 1950s
- 1950: Art and Life in America por Oliver W. Larkin
- 1951: The Old Northwest, Pioneer Period 1815–1840 por R. Carlyle Buley
- 1952: The Uprooted por Oscar Handlin
- 1953: The Era of Good Feelings por George Dangerfield
- 1954: A Stillness at Appomattox por Bruce Catton
- 1955: Great River: The Rio Grande in North American History por Paul Horgan
- 1956: The Age of Reform por Richard Hofstadter
- 1957: Russia Leaves the War: Soviet-American Relations, 1917–1920 por George F. Kennan
- 1958: Banks and Politics in America por Bray Hammond
- 1959: The Republican Era: 1869–1901 por Leonard D. White and Jean Schneider

### 1960
- 1960: In the Days of McKinley por Margaret Leech
- 1961: Between War and Peace: The Potsdam Conference por Herbert Feis
- 1962: The Triumphant Empire: Thunder-Clouds Gather in the West, 1763–1766 por Lawrence H. Gipson
- 1963: Washington, Village and Capital, 1800–1878 por Constance McLaughlin Green
- 1964: Puritan Village: The Formation of a New England Town por Sumner Chilton Powell
- 1965: The Greenback Era por Irwin Unger
- 1966: The Life of the Mind in America por Perry Miller
- 1967: Exploration and Empire: The Explorer and the Scientist in the Winning of the American West por William H. Goetzmann
- 1968: The Ideological Origins of the American Revolution por Bernard Bailyn
- 1969: Origins of the Fifth Amendment por Leonard W. Levy

### 1970
- 1970: Present at the Creation: My Years in the State Department por Dean Acheson
- 1971: Roosevelt: The Soldier Of Freedom  por James MacGregor Burns
- 1972: Neither Black nor White por Carl N. Degler
- 1973: People of Paradox: An Inquiry Concerning the Origins of American Civilization por Michael Kammen
- 1974: The Americans: The Democratic Experience por Daniel J. Boorstin
- 1975: Jefferson and His Time por Dumas Malone
- 1976: Lamy of Santa Fe por Paul Horgan
- 1977: The Impending Crisis, 1848–1861 por David M. Potter (Completed and edited por Don E. Fehrenbacher)
- 1978: The Visible Hand: The Managerial Revolution in American Business por Alfred D. Chandler, Jr.
- 1979: The Dred Scott Case: Its Significance in American Law and Politics por Don E. Fehrenbacher

### 1980s
A partir de aquí también se incluyen los finalistas, después del ganador de cada año.
- 1980: Been in the Storm So Long por Leon F. Litwack
  - The Plains Across por John B. Unruh
  - The Urban Crucible por Gary B. Nash
- 1981: American Education: The National Experience, 1783–1876 por Lawrence A. Cremin
  - A Search for Power: The 'Weaker Sex' in Seventeenth Century New England por Lyle Koehler
  - Over Here: The First World War and American Society por David M. Kennedy
- 1982: Mary Chesnut's Civil War por C. Vann Woodward
  - Power and Culture: The Japanese-American War, 1941–1945 por Akira Iriye
  - White Supremacy: A Comparative Study in American & South African History por George M. Fredrickson
- 1983: The Transformation of Virginia, 1740–1790 por Rhys L. Isaac
  - Southern Honor: Ethics & Behavior in the Old South por Bertram Wyatt-Brown
  - The Glorious Cause: The American Revolution, 1763–1789 por Robert Middlekauff
- 1984: no award given
- 1985: Prophets of Regulation por Thomas K. McCraw
  - The Crucible of Race por Joel Williamson
  - The Great Father: The United States Government and the American Indians por Francis Paul Prucha
- 1986: ...the Heavens and the Earth: A Political History of the Space Age por Walter A. McDougall
  - Emigrants and Exiles: Ireland and the Irish Exodus to North America por Kerby A. Miller
  - Labor of Love, Labor of Sorrow: Black Women, Work and the Family from Slavery to the Present por Jacqueline Jones
  - Novus Ordo Seclorum: the Intellectual Origins of the Constitution por Forrest McDonald
- 1987: Voyagers to the West: A Passage in the Peopling of America on the Eve of the Revolution por Bernard Bailyn
  - Bearing the Cross: Martin Luther King, Jr. and the Southern Christian Leadership Conference por David Garrow
  - Eisenhower: At War, 1943–1945 por David Eisenhower
- 1988: The Launching of Modern American Science, 1846–1876 por Robert V. Bruce
  - The Care of Strangers: The Rise of America's Hospital System por Charles E. Rosenberg
  - The Fall of the House of Labor por David Montgomery
- 1989: Battle Cry of Freedom: The Civil War Era por James M. McPherson
- 1989: Parting the Waters: America in the King Years 1954–1963 por Taylor Branch
  - A Bright Shining Lie: John Paul Vann and America in Vietnam por Neil Sheehan
  - Reconstruction: America's Unfinished Revolution, 1863–1877 por Eric Foner

### 1990
- 1990: In Our Image: America's Empire in the Philippines por Stanley Karnow
  - American Genesis: A Century of Invention and Technological Enthusiasm 1870–1970 por Thomas P. Hughes
  - The Image of the Black in Western Art, Volume IV: From the American Revolution to World War I por Hugh Honour
- 1991: A Midwife's Tale por Laurel Thatcher Ulrich
  - America in 1857: A Nation on the Brink por Kenneth M. Stampp
  - Making a New Deal: Industrial Workers in Chicago, 1919–1939 por Lizabeth Cohen
  - The Civil Rights Era: Origins and Development of National Policy por Hugh David Graham
- 1992: The Fate of Liberty: Abraham Lincoln and Civil Liberties por Mark E. Neely, Jr.
  - A Very Thin Line: The Iran-Contra Affairs por Theodore Draper
  - Nature's Metropolis: Chicago and the Great West por William Cronon
  - Profits in the Wilderness: Entrepreneurship and the Founding of New England Towns in the Seventeenth Century por John Frederick Martin
  - The Middle Ground: Indians, Empires, and Republics in the Great Lakes Region, 1650–1815 por Richard White
- 1993: The Radicalism of the American Revolution por Gordon S. Wood
  - Lincoln at Gettysburg: The Words That Remade America por Garry Wills
  - The Promise of the New South: Life After Reconstruction por Edward L. Ayers
- 1994: no award given
  - Case Closed: Lee Harvey Oswald and the Assassination of JFK por Gerald Posner
  - Crime and Punishment in American History por Lawrence M. Friedman
  - William Faulkner and Southern History por Joel Williamson
- 1995: No Ordinary Time: Franklin and Eleanor Roosevelt: The Home Front in World War II por Doris Kearns Goodwin
  - Lincoln in American Memory por Merrill D. Peterson
  - Stories of Scottsboro por James Goodman
- 1996: William Cooper's Town: Power and Persuasion on the Frontier of the Early American Republic por Alan Taylor
  - Dark Sun: The Making of the Hydrogen Bomb por Richard Rhodes
  - The Sacred Fire of Liberty: James Madison and the Founding of the Federal Republic por Lance Banning
- 1997: Original Meanings: Politics and Ideas in the Making of the Constitution por Jack N. Rakove
  - Founding Mothers and Fathers por Mary Beth Norton
  - The Battle for Christmas por Stephen Nissenbaum
- 1998: Summer for the Gods: The Scopes Trial and America's Continuing Debate Over Science and Religion por Edward J. Larson
  - Big Trouble: A Murder in a Small Western Town Sets Off a Struggle for the Soul of America por J. Anthony Lukas
  - Civic Ideals: Conflicting Visions of Citizenship in U.S. History por Rogers Smith
- 1999: Gotham: A History of New York City to 1898 por Edwin G. Burrows and Mike Wallace
  - In a Barren Land: American Indian Dispossession and Survival por Paula Mitchell Marks
  - The New Ocean: The Story of the First Space Age por William E. Burrows

### 2000
- 2000: Freedom From Fear: The American People in Depression and War, 1929–1945 por David M. Kennedy
  - The Cousins' Wars: Religion, Politics and the Triumph of Anglo-America por Kevin Phillips
  - Into the American Woods: Negotiators on the Pennsylvania Frontier por James H. Merrell
- 2001: Founding Brothers: The Revolutionary Generation por Joseph J. Ellis
  - The Right to Vote: The Contested History of Democracy in the United States por Alexander Keyssar
  - Way Out There in the Blue por Frances FitzGerald
- 2002: The Metaphysical Club: A Story of Ideas in America por Louis Menand
  - Deep Souths: Delta, Piedmont, and the Sea Island Society in the Age of Segregation por J. William Harris
  - Facing East from Indian Country: A Native History of Early America por Daniel K. Richter
- 2003: An Army at Dawn: The War in North Africa 1942–1943 por Rick Atkinson
  - At the Hands of Persons Unknown: The Lynching of Black America por Philip Dray
  - Rereading Sex: Battles Over Sexual Knowledge and Suppression in Nineteenth Century America por Helen Lefkowitz Horowitz
- 2004: A Nation Under Our Feet por Steven Hahn
  - Great Fortune: The Epic of Rockefeller Center por Daniel Okrent
  - They Marched Into Sunlight: War and Peace, Vietnam and America, October 1967 por David Maraniss
- 2005: Washington's Crossing por David Hackett Fischer
  - Arc of Justice: A Saga of Race, Civil Rights, and Murder in the Jazz Age por Kevin Boyle
  - Conjectures of Order: Intellectual Life and the American South, 1810-1860, volumes 1 & 2 por Michael O'Brien
- 2006: Polio: An American Story por David Oshinsky
  - New York Burning por Jill Lepore
  - The Rise of American Democracy: Jefferson to Lincoln por Sean Wilentz
- 2007: The Race Beat por Gene Roberts and Hank Klibanoff
  - Mayflower: A Story of Courage, Community, and War por Nathaniel Philbrick
  - Middle Passages: African American Journeys to Africa, 1787-2005 por James T. Campbell
- 2008: What Hath God Wrought: the Transformation of America, 1815–1848 por Daniel Walker Howe
  - The Coldest Winter: America and the Korean War por David Halberstam
  - Nixon and Kissinger: Partners in Power por Robert Dallek
- 2009: The Hemingses of Monticello: An American Family por Annette Gordon-Reed
  - The Liberal Hour: Washington and the Politics of Change in the 1960s por G. Calvin Mackenzie and Robert Weisbrot
  - This Republic of Suffering: Death and the American Civil War por Drew Gilpin Faust

### 2010
- 2010: Lords of Finance: The Bankers Who Broke the World por Liaquat Ahamed
  - Empire of Liberty: A History of the Early Republic, 1789-1815 por Gordon S. Wood
  - Fordlandia: The Rise and Fall of Henry Ford's Forgotten Jungle City por Greg Grandin
- 2011: The Fiery Trial: Abraham Lincoln and American Slavery por Eric Foner
  - Confederate Reckoning: Power and Politics in the Civil War South por Stephanie McCurry
  - Eden on the Charles: The Making of Boston por Michael J. Rawson
- 2012: Malcolm X: A Life of Reinvention por Manning Marable
  - Empires, Nations & Families: A History of the North American West, 1800-1860 por Anne F. Hyde
  - The Eleventh Day: The Full Story of 9/11 and Osama Bin Laden por Anthony Summers and Robbyn Swan
  - Railroaded: The Transcontinentals and the Making of Modern America por Richard White
- 2013: Embers of War: The Fall of an Empire and the Making of America’s Vietnam por Fredrik Logevall
  - The Barbarous Years: The Peopling of British North America: The Conflict of Civilizations, 1600-1675 por Bernard Bailyn
  - Lincoln’s Code: The Laws of War in American History por John Fabian Witt
- 2014: The Internal Enemy: Slavery and War in Virginia, 1772-1832 por Alan Taylor (historian)
  - A Dreadful Deceit: The Myth of Race from the Colonial Era to Obama's America por Jacqueline Jones
  - Command and Control: Nuclear Weapons, the Damascus Accident and the Illusion of Safety por Eric Schlosser
- 2015: Encounters at the Heart of the World: A History of the Mandan People por Elizabeth A. Fenn[2]
  - Empire of Cotton: A Global History por Sven Beckert
  - An Empire on the Edge: How Britain Came to Fight America por Nick Bunker
- 2016: Custer's Trials: A Life on the Frontier of a New America por T. J. Stiles[3]
  - Marching Home: Union Veterans and Their Unending Civil War por Brian Matthew Jordan
  - Target Tokyo: Jimmy Doolittle and the Raid That Avenged Pearl Harbor por James M. Scott
  - The Pentagon's Brain: An Uncensored History of DARPA, America's Top-Secret Military Research Agency por Annie Jacobsen
- 2017: Blood in the Water: The Attica Prison Uprising of 1971 and Its Legacy por Heather Ann Thompson[4]
  - Brothers at Arms: American Independence and the Men of France and Spain Who Saved It por Larrie D. Ferreiro
  - New England Bound: Slavery and Colonization in Early America por Wendy Warren
- 2018: The Gulf: The Making of an American Sea por Jack E. Davis[5]
  - Fear City: New York’s Fiscal Crisis and the Rise of Austerity Politics por Kim Phillips-Fein
  - Hitler in Los Angeles: How Jews Foiled Nazi Plots against Hollywood and America por Steven J. Ross
- 2019: Frederick Douglass: Prophet of Freedom por David W. Blight[6]
  - American Eden: David Hosack, Botany, and Medicine in the Garden of the Early Republic por Victoria Johnson
  - Civilizing Torture: An American Tradition por W. Fitzhugh Brundage
- 2020: Sweet Taste of Liberty: A True Story of Slavery and Restitution in America, por W. Caleb McDaniel[7]
  - Race for Profit: How Banks and the Real Estate Industry Undermined Black Homeownership, por Keeanga-Yamahtta Taylor
  - The End of the Myth: From the Frontier to the Border Wall in the Mind of America, por Greg Grandin